# Jürgen Weber (Ingenieur)

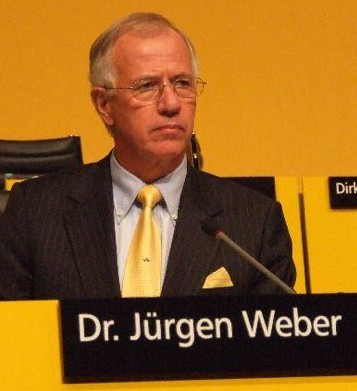
Jürgen Weber (2007)

Jürgen Weber (* 17. Oktober 1941 in Lahr; † 12. Mai 2025) war ein deutscher Ingenieur und Wirtschaftsmanager. Er war von 1991 bis 2003 Vorstandsvorsitzender der Lufthansa.

## Leben
Nach dem Abitur am Max-Born Gymnasium in Backnang im Jahre 1961 studierte Weber Luftfahrttechnik an der Technischen Hochschule Stuttgart. Nach Abschluss des Studiums mit dem Diplom im Jahre 1965 arbeitete Weber als wissenschaftlicher Mitarbeiter am Institut für Statik und Dynamik der Luft- und Raumfahrtkonstruktionen an der TH Stuttgart.
1967 wechselte er zur Deutschen Lufthansa AG nach Hamburg. 1974 wurde Weber in die Zentrale in Frankfurt am Main als Leiter der Hauptabteilung Wartung berufen. Zurück nach Hamburg ging er 1978, um dort die Hauptabteilung Fluggerät zu leiten. 1980 absolvierte er ein „Senior-Management“-Programm am Massachusetts Institute of Technology (MIT).
Der Lufthansa-Vorstand machte ihn 1987 zum Generalbevollmächtigten für den Bereich Technik. 1989 wurde er stellvertretendes Mitglied des Vorstandes. 1990 übernahm er zunächst die Leitung des Bereichs Technik und den stellvertretenden Vorstandsvorsitz. 1991 wurde er zum Vorsitzenden des Vorstands in wirtschaftlich schwierigen Zeiten berufen. Aufgrund von hohen Kosten und Überkapazitäten hatte die Lufthansa nach rund zwei Jahrzehnten wieder Verluste geschrieben. Er sanierte das Unternehmen und gründete 1997 die Luftfahrtallianz Star Alliance, die bis heute besteht. 2003 wurde er an der Konzernspitze von Wolfgang Mayrhuber abgelöst und war bis Mai 2013 Vorsitzender des Aufsichtsrats. Weber war 46 Jahre für die Lufthansa tätig.
Er hatte Aufsichtsratsmandate bei der Allianz Lebensversicherungs-AG, Bayer AG, Deutsche Post AG Hapag-Lloyd AG, Willy Bogner GmbH & Co., Voith AG sowie Loyalty Partner GmbH und Tetra Laval Group (Schweiz) inne und war Mitglied des Konzernbeirats der Deutschen Bahn.

## Persönliches
Jürgen Weber war mit Sabine Weber verheiratet und lebte in Hamburg. Aus der Verbindung gingen zwei Kinder hervor. Am 12. Mai 2025 starb Jürgen Weber im Alter von 83 Jahren.

## Auszeichnungen und Preise
- 1997: Aerospace Laureate
- 1998: Ehrendoktorwürde der Universität Stuttgart
- 1999: Manager des Jahres („manager magazin“)
- 2002: Deutschlands bester Manager (Wirtschaftswoche)
- 2003: Airline Business Award
- 2003: Bambi
- 2006: Bayreuther Vorbildspreis[6]

## Kontroversen und Kritik
2001 ließ Jürgen Weber als Lufthansa-Vorstandsvorsitzender spontan die Bordauflage der Süddeutschen Zeitung um 10.000 Exemplare kürzen, weil ihm deren Berichterstattung über den damaligen Pilotenstreik zu negativ war. Eine Debatte über Wirtschaftsmacht und Pressefreiheit folgte, unter anderem aufgearbeitet vom Deutschen Rat für Public Relations.